# Syčëvskij rajon
Il Syčëvskij rajon (in russo Сычёвский район?) è un rajon dell'Oblast' di Smolensk, nella Russia europea; il capoluogo è Syčëvka. Istituito nel 1929, ricopre una superficie di 1.791,1 chilometri quadrati.